# Clostridium ultunense
Il Clostridium ultunense è una specie di batterio appartenente alla famiglia delle Clostridiaceae.